# 平原公主 (十六国)
平原公主（?—?），中国南燕世宗慕容德之女。
平原公主有才慧，善书史，能鼓琴。年十四歲，嫁給段丰。段丰被人谮杀。平原公主寡归，将改嫁寿光公余炽。平原公主對侍婢說：“我闻忠臣不事二君，贞女不更二夫。段氏既遭无辜，己不能同死，岂复有心于重行哉！今主上不顾礼义嫁我，若不从，则违严君之命矣。”于是定日子見面礼。平原公主姿容婉丽，服饰光华，余炽看到非常高興。第二天，平原公主託病延期，余炽也不逼迫。第三日公主回府第，沐浴置酒，談笑自如，到晚上，秘密在裙带上寫下：“死后当埋我于段氏墓侧，若魂魄有知，当归彼矣。”遂在浴室自缢而死。安葬時，观看的男女数万人，莫不叹息：“贞哉公主！”靈柩路经余炽宅前，余炽聽到挽歌之声，悲痛欲絕很久。

## 延伸阅读
[在维基数据编辑]
 《晉書·卷096》，出自房玄齡《晉書》